# Eter (fysik)

Den lysande etern. Man antog att jorden rör sig genom ett "medium" av eter som bär ljus.

Etern är ett numera övergivet begrepp inom fysiken. Det lever dock kvar inom radioterminologi, där man än idag säger att det som sänds ut via radio sänds ut ”över etern”. Etern troddes vara en osynlig, flyktig substans som uppfyllde varje hörn av universum.

## Historisk bakgrund
Det har funnits olika alternativa synsätt på en eter, och begreppet eter har en lång historia som en hypotes i fysiken och filosofin. Redan Aristoteles räknar upp det som sitt femte, ljusa element efter eld, jord, luft och vatten.
Eter som något som genomsyrar rymden, brukar ofta relateras till Descartes och den engelska översättningen av boken Principles of Philosophy från 1644. Där resonerar Descartes om "etern" som ett medium som ljus transporteras i. Ljuset troddes fortplanta sig i en fast massa som transporterar ljuset omedelbart utan fördröjning. Descartes själv refererade dock till etern som 'det andra elementet'. Ordet eter var ett ord som lades dit av översättaren av den engelska översättningen.
Christiaan Huygens beskrev dock att ljuset borde transporteras i en elastisk massa, som en longitudinell våg. Och att ljuset därmed hade en begränsad hastighet.
Michael Faradays arbete med magnetiska och elektriska fält, fick honom att börja teoretisera kring en ny typ av eter som låg till grund för dessa fenomen. Detta för att dessa krafter kunde påverka föremål på avstånd. Dock trodde inte Faraday på en ljusbärande eter. Ett tänkande som också kom att påverka Nikola Tesla och hans arbete. Varken Faraday eller Tesla var därmed anhängare till teorin om den ljusbärande etern.
I slutet av 1800-talet blev dock tankarna om en ljusbärande eter dominanta inom den etablerade fysiken. De såg etern, som medium som möjliggjorde ljusets rörelse. Den ljusbärande etern fick nådastöten i Michelson–Morleys experiment, där experimentet inte kunde påvisa någon etervind som antogs påverka ljusets rörelse. Hade ljuset rört sig utifrån en stillastående ljusbärande eter, så hade hastigheten varierat beroende på vilken riktning apparaturen rörde sig, beroende på hur jorden förflyttar sig genom solsystemet med hög hastighet.

## Kvardröjande tveksamhet kring en icke ljusbärande eter
Speciella relativitetsteorin av Einstein städade bort etern 1905. Efter att ha introducerat den allmänna relativitetsteorin (AR) 1916, började han tveka. I ett tal vid Universitetet i Leiden 1920, tog han upp denna tråd och talade där att relativitetsteorin enligt honom var helt beroende av någon form av eter, dock inte den klassiska ljusbärande etern:
”But on the other hand there is a weighty argument to be adduced in favour of the aether hypothesis. To deny the aether is ultimately to assign that empty space has no physical qualities whatever. The fundamental facts of mechanics do not harmonise with this view. For the mechanical behaviour of a corporeal system hovering freely in empty space depends not only on relative positions (distances) and relative velocities, but also on its state of rotation, which physically may be taken as a characteristic not appertaining to the system in itself.”
”More careful reflection teaches us however, that the special theory of relativity does not compel us to deny ether.”
”The special theory of relativity forbids us to assume the ether to consist of particles observable through time, but the hypothesis of ether in itself is not in conflict with the special theory of relativity. Only we must be on our guard against ascribing a state of motion to the ether.”
Herbert Ives, den förste som framgångsrikt lyckades mäta hastighetseffekten på klockors gång, skrev i Science (1940):
”I have considered the popular claim that the aether has been "abolished" [...]. Reverting to experimental findings I have reviewed the experiment of Sagnac (1913), having in mind the claim that the aether can not be detected experimentally. I have asserted that, in the light of the experimentally found variation of clock rate with motion, this experiment does detect the aether.”
På samma vis resonerade Paul Dirac (1951) i en artikel i Nature, med titeln ”Is there an ether?”:
”We have now the velocity at all points of space-time, playing a fundamental part in electrodynamics. It is natural to regard it as the velocity of some real physical thing. Thus with the new theory of electrodynamics we are rather forced to have an aether.”
Vid slutet av sitt liv verkar det som Einstein blivit övertygad om att ”rumtid” är en ny form av en eter, som på något sätt tjänar som referensram för egenskapen tröghet. Än i dag är det oklart hur tröghet uppstår och denna grundläggande aspekt väntar på sin lösning. Vad som före 1905 under etiketten ”eter” ansetts vara en kosmologisk referensram – ett slags odefinierat ”plenum” i absolut vila, bärare av ljus och det elektromagnetiska fältet – är kanske inte lika dött längre.

## Moderna överväganden och tolkningar
Även om den helt övervägande majoriteten av dagens fysiker förkastar eterbaserade hypoteser, så är en bakgrund till ”relativistiska” effekter intuitivt tilltalande för vissa. Det har föreslagits flera nya koncept med eterliknande egenskaper på senare år.
Det finns olika gravitationsteorier som föreslagits som alternativ eller utvidgningar av den allmänna relativitetsteorin som leder till en privilegierad referensram, vilket på sätt och vis påminner om en eteregenskap. Vidare finns teorier inom kvantgravitation, till exempel loopkvantgravitation, som väljer ut en sådan privilegierad referensram.